# Глотов, Василий Константинович
Васи́лий Константи́нович Гло́тов (род. 4 сентября 1997 года, Барнаул, Алтайский край) — российский хоккеист, центральный нападающий клуба «Трактор», выступающего в КХЛ. Мастер спорта России (2023).

## Биография
Начал заниматься хоккеем в 4 года в клубе «Рубин» барнаульского посёлка Южный. Затем стал тренироваться в спортивной школе клуба «Мотор» (позже — СШОР «Алтай»), тренер Прохор Доловых. С 10−11 лет — в хоккейной школе «Сибирь» Новосибирск, с сезона 2009/10 играл в московских клубах «Динамо», «Серебряные акулы», «Северная звезда». Сезоны 2014/15 — 2015/16 провёл в команде МХЛ «СКА-Серебряные Львы».
На драфте НХЛ 2016 года был выбран под № 190 в 7 раунде клубом «Баффало Сейбрз». В сезонах 2016/17 — 2018/19 играл в низших североамериканских лигах за команды «Кейп-Бретон Скриминг Иглз», «Шавиниган Катарактс», «Цинциннати Сайклонс», «Рочестер Американс».
Перед сезоном 2019/20 был заявлен за команду ВХЛ «СКА-Нева», в сентябре подписал контракт со СКА. Первый матч в КХЛ сыграл 3 января 2020 в гостях с «Йокеритом» (0:6). 5 января в игре с «Динамо» Минск (4:1) забросил первую шайбу. В октябре 2020 года был обменян в «Сочи». 25 сентября 2022 года был обменян обратно в СКА на Артёма Фёдорова.
27 декабря 2024 года был обменян в «Трактор» на Илью Карпухина.
13 февраля 2025 года подписал новый контракт с «Трактор» сроком на 2 года, до завершения сезона 2026/2027.